# In banda
In banda è un'espressione utilizzata in araldica per indicare una figura posta nella direzione della banda. Il suo contrario è in sbarra. Il termine può designare anche una partizione, come l'interzato, il fusato o il losangato.

Arco armato posto in banda (stemma del Savo, Finlandia)
Colonna posta in banda (Abano Terme)
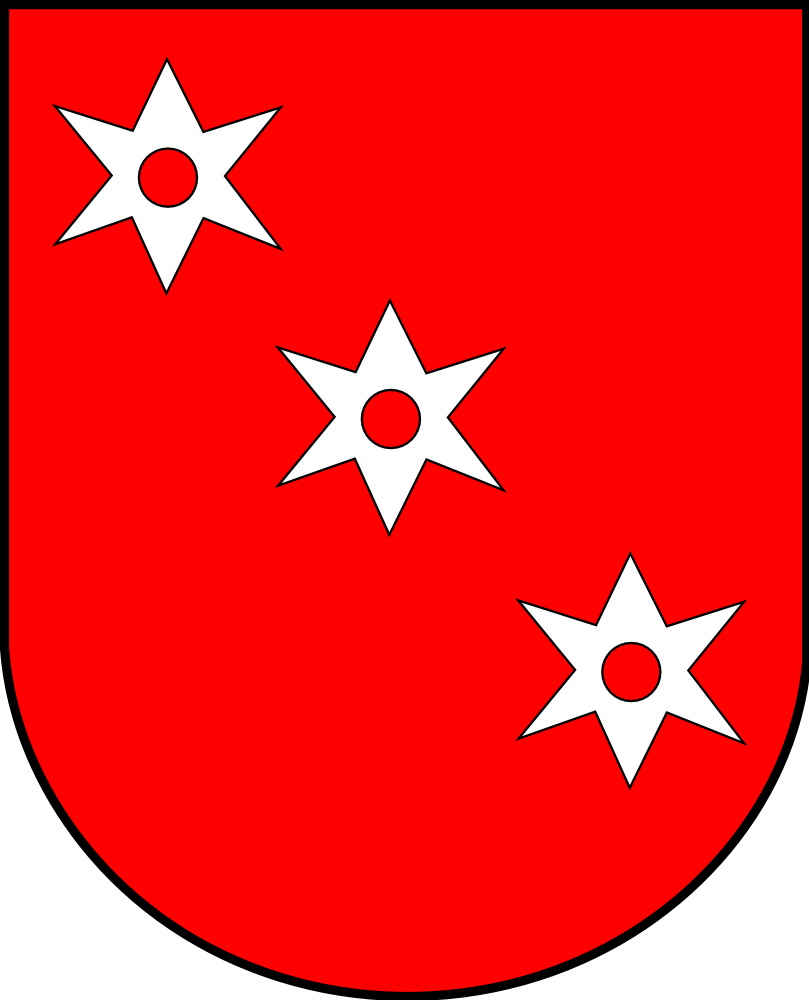
Tre rotelle di sperone ordinate in banda (Bollion, Svizzera)
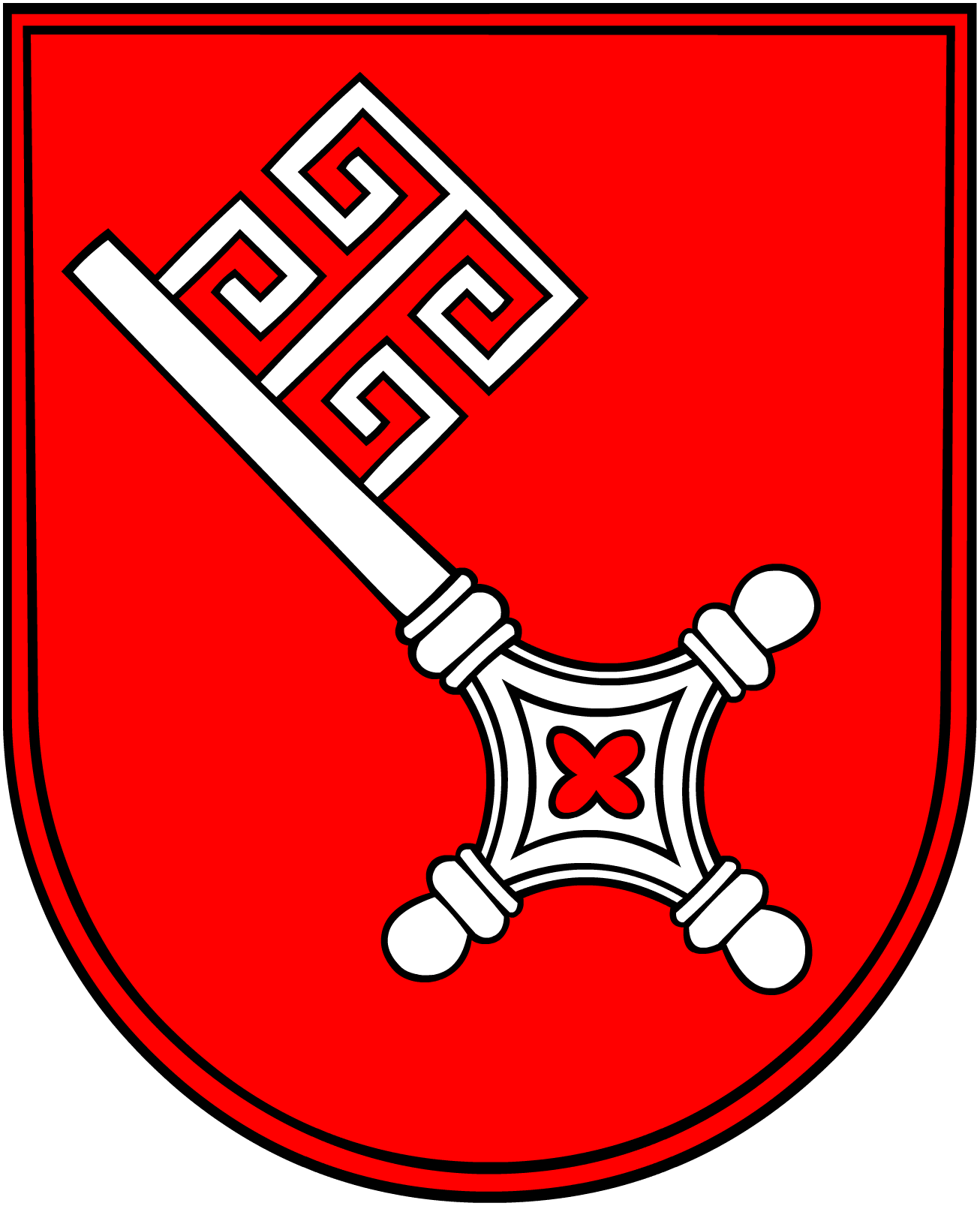
Chiave posta in banda (Brema, Germania)
Grattugia posta in banda (Hägglingen, Svizzera)
Ancora posta in banda (Ingå, Finlandia)
Corno posto in banda (Krasiczyn, Polonia)
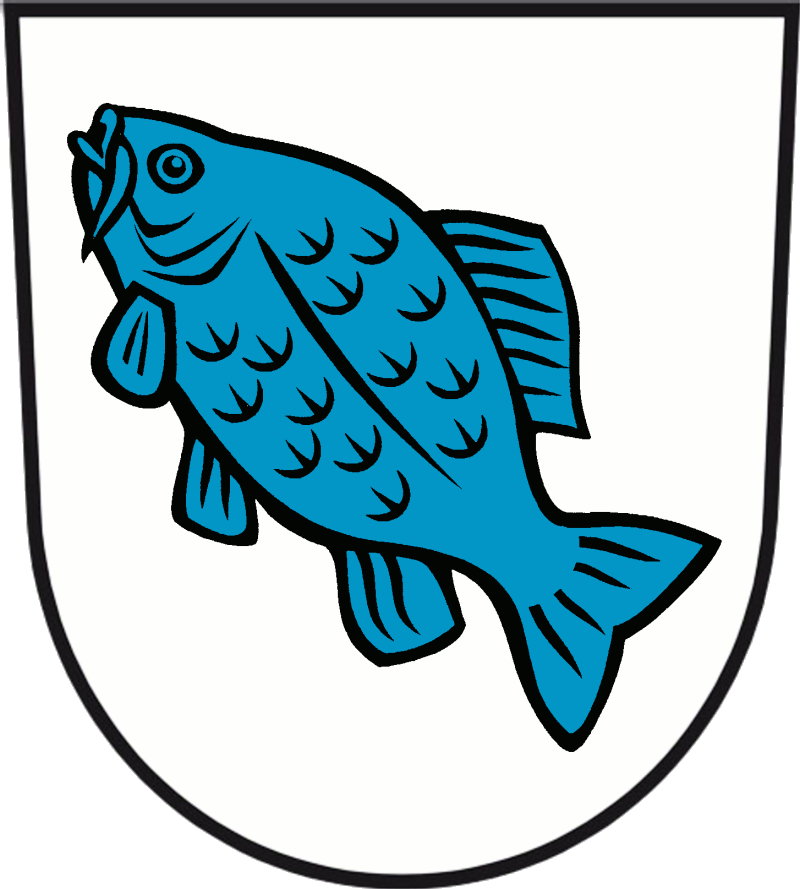
Pesce posto in banda (Nauen, Germania)
Pastorale, pugnale, palma posti in banda (Seck, Germania)
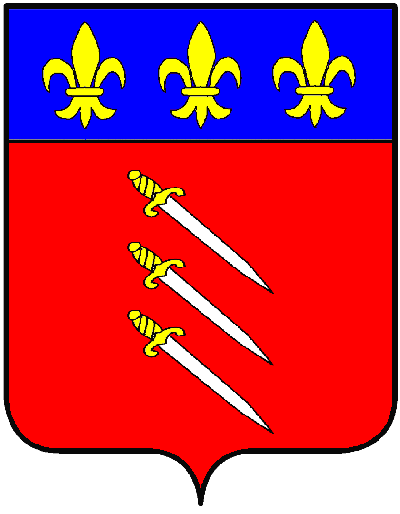
Tre spade poste in banda (famiglia Spada)
Due spighe poste in banda e due in sbarra (Eiken, Svizzera)
Nel primo, fusato in banda (Circondario di Bad Tölz-Wolfratshausen, Germania)